# واکنش پنجم
واکنش پنجم فیلمی سینمایی به کارگردانی و نویسندگی تهمینه میلانی، تهیه‌کنندگی محمد نیک‌بین محصول سال ۱۳۸۱ ایران است. این فیلم در اسفند ۱۳۸۲ بر روی پرده سینما ایران رفت.

## خلاصه داستان
فرشته (نیکی کریمی)، همسرش سعید را در یک سانحه تصادف از دست می‌دهد. پدرشوهرش حاج صفدر (جمشید هاشم‌پور) مردی ثروتمند و بانفوذ است. او به فرشته می‌گوید حالا که سعید مرده، دیگر با خانواده آنها نسبتی ندارد و چون حاج صفدر دو پسر مجرد در خانه دارد و فرشته هم به آنها نامحرم است، باید خانه آنها را ترک کند. در ضمن او حاضر نیست سرپرستی دو فرزند سعید را به مادرش (فرشته) بسپارد، مگر اینکه با برادرشوهرش مجید ازدواج کند. فرشته نمی‌پذیرد و مجبور می‌شود بچه‌ها را ترک کند و به خانه پدرش برود. حاج صفدر اجازه می‌دهد فرشته فقط روزهای پنج شنبه بچه‌ها را پیش خودش ببرد. در یکی از این روزها پسر فرشته می‌گوید حاج صفدر قصد دارد آنها را به اصفهان پیش عمه شان بفرستد. فرشته مشکلش را با همکارانش مطرح می‌کند و تصمیم می‌گیرد با بچه‌هایش به دبی فرار کند، اما در روز حرکت، حاج صفدر که از قضیه مطلع شده جلوی آنها را می‌گیرد. فرشته مجدداً تصمیم به فرار می‌گیرد و با کمک دوستش ترانه به ساوه می‌روند. حاج صفدر که از غیبت فرشته و نوه‌هایش مطلع شده، عکس آنها را به راننده‌های کامیون‌هایش می‌دهد و عاقبت پیدایشان می‌کند. او از طریق کنترل راه‌های هوایی موفق می‌شود راه فرار فرشته را ببندد و از طرفی به کمک یکی از دوستانش اجازه کنترل تلفن‌های دوستان فرشته را به دست می‌آورد. فرشته و بچه‌ها از ساوه به شیراز فرار می‌کنند، در حالی که حاج صفدر در تعقیب آنهاست. از آنجا به بوشهر و خانه پیرزنی می‌روند که می‌خواهد آنها را از راه دریا به آن سوی آبها بفرستد، غافل از اینکه حاج صفدر مخفی گاه فرشته و بچه‌ها را پیدا کرده و توسط آدم‌هایش آنها را زیر نظر دارد. فرشته بالاخره بازداشت می‌شود و مجید پسر حاج صفدر به پدرش اعتراض می‌کند که اگر او هم ازدواج کرد و مرد، با همسر و فرزندانش همین‌طور رفتار خواهد شد؟ حاج صفدر که متحول شده به سراغ فرشته می‌رود و می‌گوید اجازه می‌دهد به خانه برگردد و از بچه‌هایش مراقبت کند ولی یک شرط دارد!

## بازیگران
| بازیگر           | نقش           |
| ---------------- | ------------- |
| مریلا زارعی      | ترانه         |
| جمشید هاشم‌پور    | حاج صفدر      |
| نیکی کریمی       | فرشته         |
| شهاب حسینی       | مجید          |
| گوهر خیراندیش    | زیرمدینه      |
| محمدرضا شریفی‌نیا | حسین          |
| نگین صدق‌گویا     | نسرین         |
| آهو خردمند       | فریده         |
| صغری عبیسی       | مریم          |
| لادن طباطبایی    | وکیل          |
| زیبا نادری       | پیمانه        |
| همایون ارشادی    | فرهاد         |
| الهام حمیدی      | مستانه        |
| علی قربان زاده   | فرید          |
| بیوک میرزایی     | راننده کامیون |
| حسین شهاب        | شاگرد راننده  |
| ثریا حکمت        | همسر حاج صفدر |
| اکبر معززی       | مدیر رستوران  |
| سعیده عرب        | زن شیرازی     |
| زندیش حمیدی      | خانم رضایی    |
| الناز فیروز آذر  | دختر عذادار   |
| فرزاد داداش پور  | سیاوش         |
| شهاب اقبالی      | علی           |
| فرهاد خانمحمدی   | راننده        |

## یادداشت
1. ↑  به ترتیب تیتراژ
2. ↑  نوشته شده در تیتراژ

## جشنواره‌های داخلی

### جشنواره فیلم آبادان
فیلم واکنش پنجم در چهارمین دوره جشنواره فیلم اجتماعی آبادان (۱۳۸۱) در سه بخش نقش اول مرد (جمشید هاشم‌پور)، نقش اول زن (نیکی کریمی) و بهترین کارگردانی (تهمینه میلانی) نخل طلایی و لوح تقدیر مسابقات را دریافت کرده‌است.

### جشنواره فیلم فجر
| قسمت                      | شخص           | نتیجه    | جایزه        |
| ------------------------- | ------------- | -------- | ------------ |
| بهترین فیلم               | محمد نیک بین  | نامزدشده | سیمرغ بلورین |
| بهترین بازیگر نقش اول مرد | جمشید هاشم‌پور | نامزدشده | سیمرغ بلورین |
| بهترین بازیگر نقش اول زن  | نیکی کریمی    | برنده    | سیمرغ بلورین |
| بهترین بازیگر نقش اول زن  | گوهر خیراندیش | نامزدشده | سیمرغ بلورین |

### جشن خانه سینما
واکنش پنجم در هفتمین دوره جشن خانه سینما (۱۳۸۲) در دو بخش نقش دوم زن (گوهر خیراندیش) و بهترین کیفیت لابراتواری توانسته‌است تندیس زرین مسابقات را دریافت کند.

## جشنواره‌های خارجی

### جشنواره فیلم توت ژنو
فیلم واکنش پنجم در نهمین دوره جشنواره بین‌المللی فیلم توت اکران ژنو (۱۳۸۲) جایزه بزرگ بهترین فیلم را دریافت کرده‌است

### جشنواره فیلم قاهره
این فیلم در بیست و هفتمین دوره جشنواره بین‌المللی فیلم قاهره (۱۳۸۲) جایزه بهترین فیلم‌نامه (تهمینه میلانی) را دریافت کرده‌است.